# Шевчук Богдан Володимирович
Богдан Володимирович Шевчук — український військовослужбовець, підполковник ЗСУ. Командир 59 ОШБр (2024—2025).

## Життєпис
Після закінчення профільного вишу у 2015-му році почав службу в ЗСУ. 
Був помічником начальника розвідки відділення штабу 25-ї бригади ДШВ, командував розвідувальною ротою 135 окремого батальйону управління ДШВ, заступником комбата 132 окремого розвідувального батальйону ДШВ, а також офіцером відділу планування управління розвідки штабу командування десантно-штурмових військ.
У 2022-—2023 роках Богдан Шевчук організовував розвідку та безпосередньо брав у ній участь в місто Ізюмі, Бахмуті, Мар’їнці та інших населених пунктах.
Став командиром батальйону 68-ї бригади, а згодом і начальником її штабу та заступником командира.
В лютому 2024 призначений командиром 59 ОМПБр.
15-16 травня 2025 року у 59-й бригаді екстренно змінили командира, на місце підполковника Богдана Шевчука призначили полковника Олександра Сака. Бригада на той час перебувала на одній з найтяжчих ділянок Покровського напрямку. За даними Української правди, рішення приймав не командувач Сил безпілотних систем Вадим Сухаревський, а Головнокомандувач ЗСУ Олександр Сирський. Рішення пов'язували з ускладненням обстановки на тій ділянці оборони 59-ї бригади. Бригада вже кілька місяців стояла на тій ділянці, але останні тижні росіяни мали успіхи в просуванні.

## Критика
Після призначення на посаду командира бригади, Шевчук неодноразово зазнавав критики за втрату міста Красногорівка та інших стратегічних позицій. Йому інкримінують недостатню якість планування та організації бойових дій, а також неналежне ставлення до особового складу. Усі ці звинувачення Шевчук категорично заперечує.

## Нагороди
- Орден Богдана Хмельницького ІІ ступеня (23 квітня 2024)[7]
- Орден Богдана Хмельницького ІІІ ступеня (2 жовтня 2023)[8]